# Vũ Thơ
Vũ Thơ (1920-2013) Nguyên Bí thư kiêm Chủ tịch Ủy ban Hành chính liên khu III, Bí thư Tỉnh ủy các tỉnh Hưng Yên, Hòa Bình, Hà Bắc và Ninh Bình.
Đảng Cộng sản Việt Nam và nhà nước Việt Nam đã trao tặng ông nhiều danh hiệu như: Huân chương Hồ Chí Minh; huy chương độc lập hạng nhất; danh hiệu lão thành cách mạng; huy hiệu 70 năm tuổi đảng.
Vũ Thơ tên thật là Lê Vũ Can, sinh ngày 11 tháng 11 năm 1920 tại xã Sơn Lai, huyện Nho Quan, tỉnh Ninh Bình. Đồng chí Vũ Thơ tham gia cách mạng từ năm 19 tuổi, từng kinh qua nhiều nhiệm vụ quan trọng tại nhiều cấp, ngành và địa phương. Ông từ trần hồi 13 giờ 05 phút, ngày ngày 18 tháng 3 năm 2013 tại nhà riêng ở phố Thụy Khuê, Hà Nội.